# Malval GE
| GE ist das Kürzel für den Kanton Genf in der Schweiz. Es wird verwendet, um Verwechslungen mit anderen Einträgen des Namens Malval zu vermeiden. |

Malval ist ein Weiler in der Gemeinde Dardagny im Kanton Genf in der Schweiz. Malval liegt am rechten Ufer des Rhonezuflusses Allondon an der französisch-schweizerischen Grenze.
Malval ist im Inventar der schützenswerten Ortsbilder der Schweiz aufgeführt.

## Geschichte
Vor 1100 wurde Malval als Marval und Malvaz bezeichnet. Malval war Sitz einer vor 1100 bezeugten Herrschaft, die zuerst dem Bischof von Genf, später der Herrschaft Genf unterstellt war. Lehensherrin war die Familie von Malval, die im bischöflichen Schloss Bregnoz am linken Allondon-Ufer residierte. Dieses war Sitz des Mandement Malval, das zwischen 1311 und 1342 im Mandement Peney aufging.
Die Malval besassen auch eine ab 1299 bezeugte Burg am rechten Ufer, die 1303 von Amadeus V. von Savoyen für seinen Vasallen wieder aufgebaut, 1306 vom Herrn von Gex zerstört und danach erneut in Stand gestellt wurde. Beide Bauwerke sowie die befestigte Erdburg (Motte du Crêt) verfielen im zweiten Viertel des 15. Jahrhunderts. Bis 1795 bildete Malval mit Confignon, Dardagny und Russin das Lehen von Châteauvieux. 1752 bis 1789 ist in Malval eine Dorfgenossenschaft bezeugt. 1798 wurde das Dorf der Gemeinde Dardagny angeschlossen.

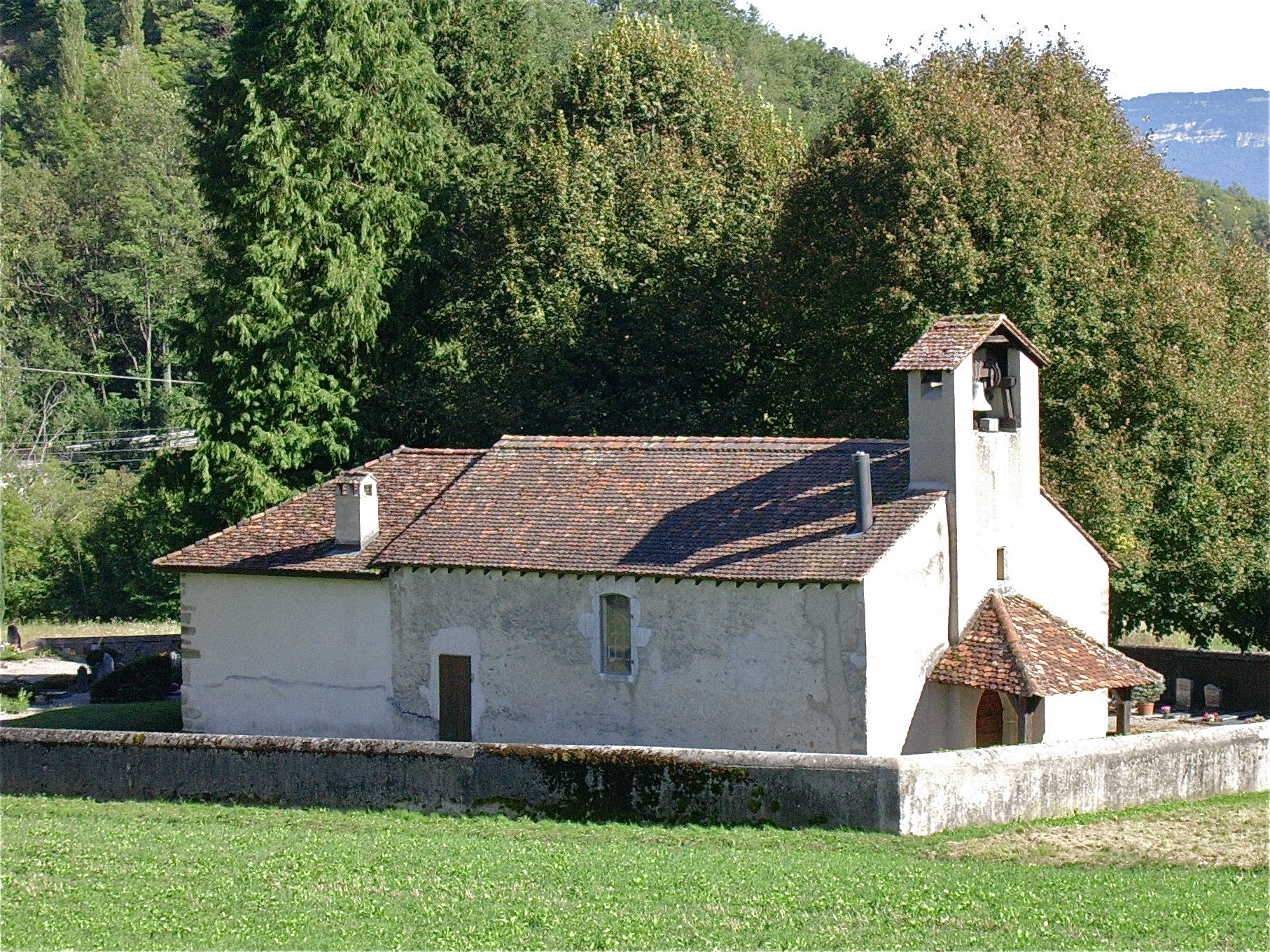
Kapelle Sainte Marie-Madeleine

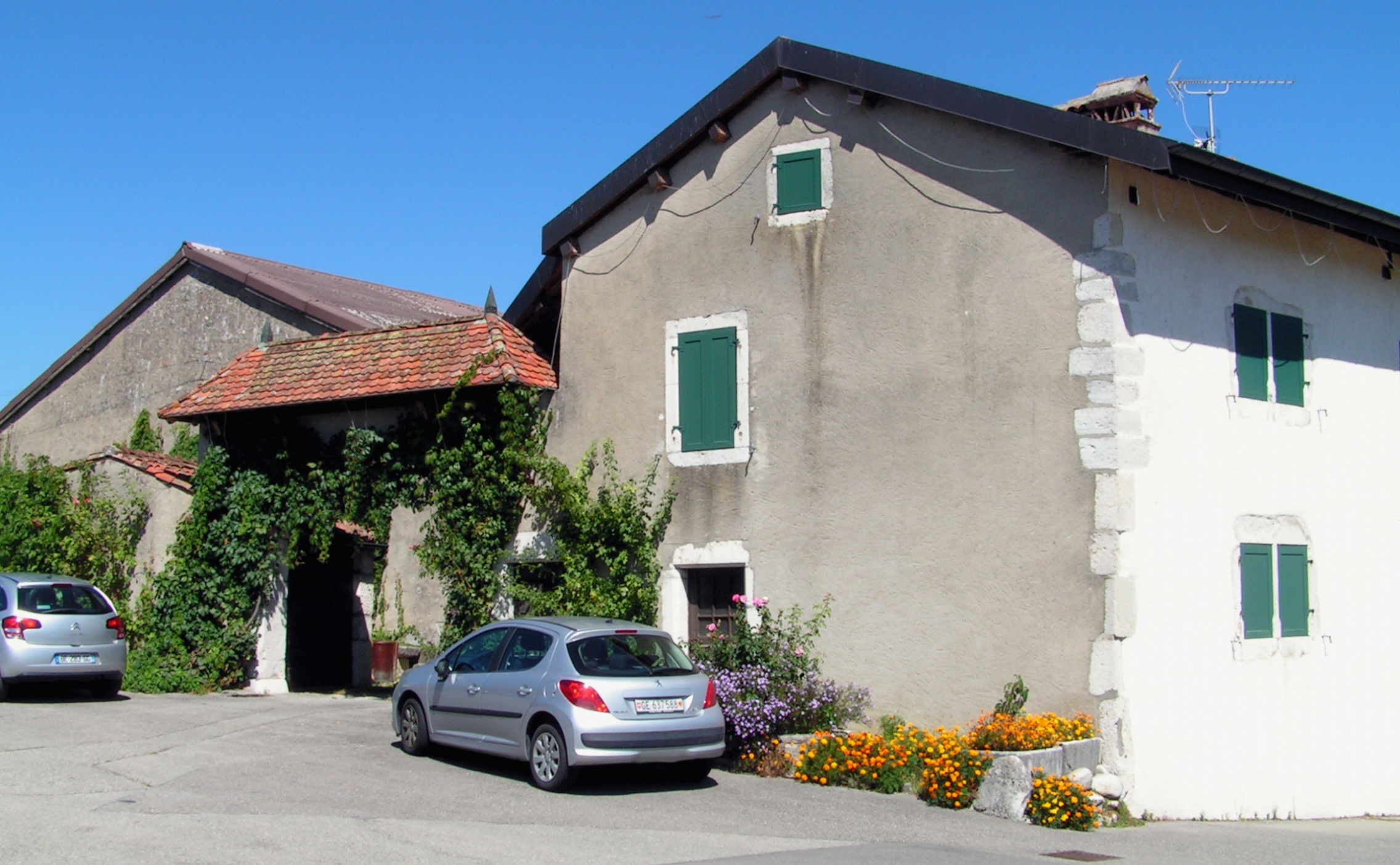
Der Bauernhof Bellevaux ist ein Kulturgut von nationaler Bedeutung.

Malval war Sitz eines Priorats und bildete mit Les Granges, Essertines und Les Baillets eine Pfarrei. Die ältesten Teile der Kapelle Sainte Marie-Madeleine, die sich zuhinterst in einem kleinen Tal befindet, stammen aus dem 10. Jahrhundert. Das Gebäude gehörte zu einem 1275 nachgewiesenen Cluniazenserpriorat, das dem Priorat Asserans (Ain) unterstand und wie dieses der Abtei bzw. dem Konventualpriorat Nantua angeschlossen war. Nachdem zu Beginn des 14. Jahrhunderts die letzten Mönche weggezogen waren, diente die Kapelle zuerst als Pfarrkirche, dann, nach dem Übertritt der Pfarrei Dardagny-Malval-Russin zur Reformation 1544, als reformierte Kirche. Der 1757 im Dorf erbaute Glockenturm wurde 1938 durch einen an die Kirche angebauten Turm mit Rundbögen ersetzt.
Ab dem 15. Jahrhundert existierte bei Granges-sous-Malval eine Mühle. Im 17. und 18. Jahrhundert waren einige Einwohner von Malval als Uhrmacher in Heimarbeit beschäftigt. Zu Beginn des 21. Jahrhunderts dominierte in Malval immer noch die Landwirtschaft, insbesondere der Rebbau. Die 1845 gebaute Brücke über den Allondon verbesserte die Verbindung nach Satigny und Genf.

## Bevölkerung
| Jahr        | 1412         | 1507         | 2000         |
| Bevölkerung | 25 Haushalte | 18 Haushalte | 36 Einwohner |